# Hell: A Cyberpunk Thriller
Hell: A Cyberpunk Thriller est un jeu vidéo d'aventure en pointer-et-cliquer développé par Take-Two Interactive et édité par GameTek, sorti en 1994 sur DOS, Mac et 3DO.

## Accueil
- Electronic Gaming Monthly : 7,125/10[1].